# Chiriquívaktelduva
Chiriquívaktelduva (Zentrygon chiriquensis) är en fågel i familjen duvor inom ordningen duvfåglar.

## Utbredning och systematik
Fågeln förekommer i fuktiga bergsskogar i Costa Rica och västra Panama. Den behandlas som monotypisk, det vill säga att den inte delas in i några underarter.

### Släktestillhörighet
Tidigare placerades den i släktet Geotrygon men genetiska studier visar att den står närmare Zenaida. 

## Status
Trots det begränsade utbredningsområdet och att den tros minska i antal anses beståndet vara livskraftigt av internationella naturvårdsunionen IUCN.  Beståndet uppskattas till mellan 20 000 och 50 000 vuxna individer.

## Namn
Fågelns svenska och vetenskapliga artnamn syftar på Panama-provinsen Chiriquí.